# 山名規雄
山名 規雄（やまな のりお、1963年〈昭和38年〉6月4日 - ）は、日本の財務官僚。

## 来歴
1963年（昭和38年）6月4日、東京都で生まれる。
東京大学法学部卒業後、1987年（昭和62年）4月、大蔵省へ入省し、理財局に配属。
大阪国税局田辺税務署長、東京国税局査察部長、国税庁課税部酒税課長、主計局主計官、国税庁長官官房審議官（酒税等担当）、国税庁課税部長など歴任。
酒税行政に携わり、国税庁酒税課課長補佐在任時には阪神・淡路大震災で被災した「灘の酒蔵」の支援施策、国税庁酒税課長在任時には日本酒の輸出に係る相手国が求める証明書発行の仕組みの整備、国税庁審議官在任時には日本産ワインのブランド化、日本酒の輸出促進などに取り組んだ。
2018年（平成30年）7月27日、財務省大臣官房参事官兼財務省大臣官房審議官（関税局担当）に就任。
2020年（令和2年）7月20日、財務省大臣官房審議官（大臣官房担当）に就任。
2021年（令和3年）4月1日、独立行政法人造幣局理事長に就任。

## 年譜
- 1987年（昭和62年）4月 - 大蔵省入省[1][2]
- 厚生省大臣官房保健福祉部老人保健課企画係長
- 1992年（平成4年）7月 - 大阪国税局田辺税務署長[2]
- 1993年（平成5年）7月 - 国税庁課税部酒税課課長補佐[7]
- 1995年（平成7年）6月 - 主税局調査課課長補佐
- 1996年（平成8年）7月 - 主税局税制第三課課長補佐
- 1997年（平成9年）7月 - 銀行局総務課金融市場室課長補佐（総括）[8]
- 1998年（平成10年）6月 - 金融企画局企画課課長補佐
- 1999年（平成11年）7月 - 金融企画局信用課課長補佐
- 2000年（平成12年）7月 - 主計局主計官補佐（文部科学第四係主査）
- 2001年（平成13年）7月 - 財務省主計局主計官補佐（国土交通第一、二係主査）
- 2002年（平成14年）7月 - 財務省大臣官房政策金融課長補佐（総括）[8]
- 2003年（平成15年）6月 - 英国王立国際問題研究所（チャタムハウス）客員研究員
- 2005年（平成17年）12月 - 金融庁総務企画局政策課企画官兼内閣官房行政改革推進室企画官兼内閣官房行政改革推進本部事務局企画官[8]
- 2007年（平成19年）7月 - 東京国税局調査第一部長[8]
- 2008年（平成20年）7月 - 東京国税局査察部長[8]
- 2011年（平成23年）7月 - 主計局主計官（内閣、外務、経済協力係担当）[8]
- 2012年（平成24年）7月 - 財務省大臣官房付兼内閣府行政刷新会議事務局参事官[8]
- 2013年（平成25年）7月 - 関税局関税課長
- 2014年（平成26年）7月 - 関税局総務課長[9]
- 2015年（平成27年）- 国税庁長官官房総務課長[8]
- 2016年（平成28年）6月 - 国税庁長官官房審議官（酒税等担当）[1]
- 2017年（平成29年）7月 - 国税庁課税部長[1]
- 2018年（平成30年）7月 - 財務省大臣官房参事官兼大臣官房審議官（関税局担当）[4]
- 2020年（令和2年）7月 - 財務省大臣官房審議官（大臣官房担当）[5]
- 2021年（令和3年）4月 - 独立行政法人造幣局理事長[6]
- 2023年7月 - 日本酒造組合中央会副会長[10]